# NAMD
الديناميكيات الجزيئية النانوية (بالإنجليزية: Nanoscale Molecular Dynamics)‏ وهي اختصار (NAMD). هو برنامج كمبيوتر لمحاكاة الدينميات الجزئية [بحاجة لمصدر]، وتمت كتابتة باستخدام نموذج البرمجة المتوازية (Charm++ [بحاجة لمصدر]) تمت الملاحظة أن لديه كفاءة متوازية وغالبا ما يستخدم لمحاكاة الأنظمة الكبيرة (ملايين الذرات). تم العمل على تطويرة بالتعاون مع مجموعة الفيرياء الحيوية النظرية والحاسوبية (TCB) ومختبر البرمجة الموازية (PPL) في جامعة إلينوي في أوربانا شامبين.[بحاجة لمصدر]
قُدم بواسطة (Nelson et al) في عام 1995. كرمز ديناميكي جزيئي متوازي يتيح المحاكاة التفاعلية عن طريق ربطه برمز التصورVMD . تتطورت نامدا منذ ذلك الحين ، حيث أضافت العديدد من الميزات وقامت بتوسيع نطاق يتجاوز 500000 نواة معالجة .
تحتوي نامد على واجهة لحزم الكم الكيميائي [بحاجة لمصدر] لـ (ORCA[بحاجة لمصدر] و MOPAC[بحاجة لمصدر]) بالإضافة إلى واجهة تم كتابة العديد من الحزم الكم الكيميائية الأخرى. يتجميع الديناميكات الجزئية المرئية (VMD)[بحاجة لمصدر] و (QwikMD) جنبا إلى جنب ، تم الوصول وتوفير واجهة النامدا وعمليات المحاكاة وإدارة جودة QM/MM [بحاجة لمصدر] فتمت المحاكاة بشكل متكامل وشامل وقابل للتخصيص وسهل الأستخدام.
الآن يتوفر نامد كأكبر برنامج مجاني للإستخدام غير التجاري من قبل الأفراد والمؤسسات الأكادمية والشركات لكن للإستخدامات التجارية الداخلية فقط.